# Diessbach bei Büren
Diessbach bei Büren é uma comuna da Suíça, situada no distrito administrativo de Seeland, no cantão de Berna. Tem 6,3 km² de área e sua população em 2018 foi estimada em 984 habitantes.